# Ideea rusă

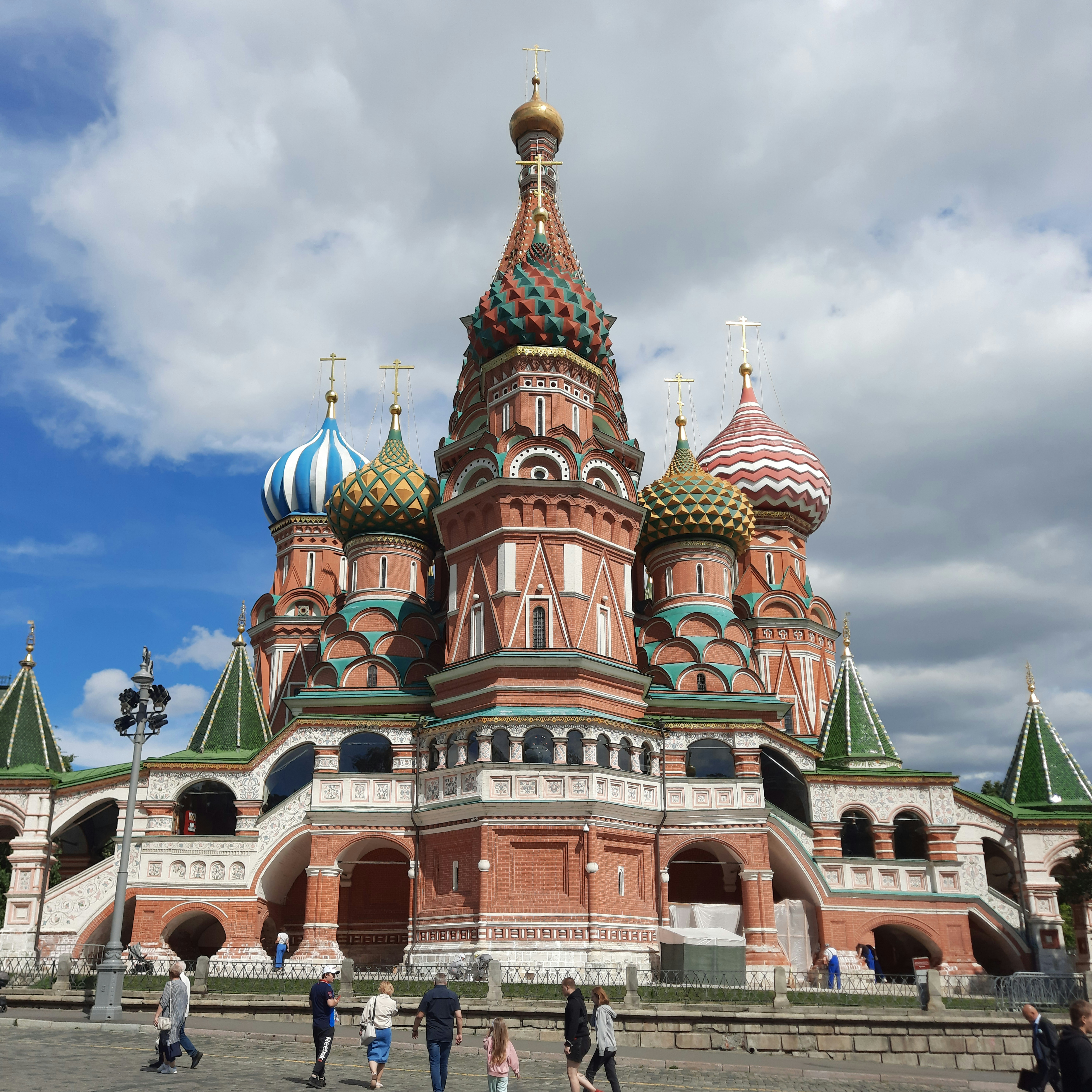
Catedrala Sfântul Vasile, principalul simbol al Rusiei

Ideea rusă (în limba rusă Русская идея, transliterat: Russkaia ideia) reprezintă un set de concepte care exprimă unicitatea istorică, vocația specială și scopul global al poporului rus și, prin extensie, al statului rus. Ideea rusă a căpătat o relevanță distinctă după dizolvarea Uniunii Sovietice și apariția vidului spiritual care a urmat acestei disoluții.
Filozoful rus Arseni Vladimirovici Guliga⁠(ru)[traduceți] a scris în 2003: „Astăzi, Ideea Rusă sună în primul rând ca un apel la o renaștere națională și la păstrarea acestei renașteri materiale și spirituale a Rusiei. Ideea rusă este la fel de relevantă astăzi ca întotdeauna, pentru umanitate (și nu numai pentru Rusia), care, a ajuns la marginea unui abis.[...] Ideea rusă face parte din ideea pe deplin umană a creștinătății, aranjată în termenii dialecticii moderne”.

## Vezi si
- Iredentism rus
- Excepționalism american⁠(en)[traduceți]
- Destinul manifest
- Eurocentrism
- Etnocentrism